# 三齿钝叶楼梯草
三齿钝叶楼梯草（学名：Elatostema obtusum var. trilobulatum）为荨麻科楼梯草属下的一个变种。

## 扩展阅读
- 維基物種上的相關：三齿钝叶楼梯草